# Bicycles & Tricycles
Bicycles & Tricycles — шестой студийный альбом британской электронной группы The Orb, изданный 3 мая 2004 года на лейбле Cooking Vinyl.
Он объединил стиль группы начала 1990-х годов с современной электронной музыкой, наиболее распространенными влияниями которой стали драм-н-бейс и трип-хоп.
Bicycles & Tricycles получил неоднозначную реакцию критиков.
Для продвижения альбома Orb начали тур по Великобритании с Mad Professor, который в прошлом делал ремиксы на их работы. Хотя Orb по-прежнему собирали большие толпы, The Guardian описал одно лондонское выступление как «безрадостное» и заявил, что немногие из новых треков «действительно идут куда-то».

## Отзывы
| Совокупная оценка | Совокупная оценка |
| Источник          | Оценка            |
| ----------------- | ----------------- |
| Metacritic        | 61/100            |
| Оценки критиков   |                   |
| Источник          | Оценка            |
| AllMusic          | [ 6 ]             |
| The Guardian      | [ 7 ]             |
| Mojo              | [ 8 ]             |
| NME               | 3/10              |
| Pitchfork         | 6.5/10            |
| Release Magazine  | 7/10              |
| Resident Advisor  | [ 12 ]            |
| Rolling Stone     | [ 13 ]            |
| Slant Magazine    | [ 14 ]            |
| URB               | [ 15 ]            |

Bicycles & Tricycles получил смешанные отзывы от музыкальных критиков. Роб Теакстон из AllMusic отметил, что «Во многих отношениях это альбом-парадокс: одна сторона навсегда закрепилась на британской сцене начала 90-х, а другая пытается вырваться из своего прошлого в более прогрессивное будущее (проблеск этого можно найти в утяжеленном шаффлом ремиксе на „From a Distance“). Это не такое увлекательное прослушивание, как творчество классических лет (хотя фанаты встретят их возвращение с распростертыми объятиями); и если использовать этот барометр, то Bicycles & Tricycles немного подводит, особенно после трехлетнего отсутствия».
Daily Telegraph похвалила его за «инклюзивность, исследовательский подход и приятное путешествие», но многие другие издания отвергли его как «стоунер-даб» и посчитали, что он не имеет никакого отношения к современной электронной музыкальной культуре. New Musical Express поставило альбому низкую оценку 3/10, назвав его «больше того же самого от группы, которая пашет одну и ту же борозду так долго, что скоро достигнет ядра Земли».

## Список композиций
Британская версия
1. «Orb Is (Shopping Version)» — 4:49
2. Aftermath" — 4:40
3. «The Land of Green Ginger (rmx)» — 4:01
4. «Hell’s Kitchen» — 5:23
5. «Gee Strings» — 6:41
6. «Prime Evil» — 5:14
7. «Abstractions (Trance Pennine Express)» — 6:49
8. «L.U.C.A.» — 5:23
9. «From a Distance (Blast Master v The Corpral)» — 3:55
10. «Tower Twenty Three (Spud v Kreature Mix)» — 6:33
11. «Kompania (Grooved Ware Mix)» — 6:19
12. «Dilmun» — 4:02

Американская версия
1. «Orb Is (Shopping Version)» — 4:49
2. «Aftermath» — 4:40
3. «The Land of Green Ginger» — 4:01
4. «Hell’s Kitchen» — 5:23
5. «Gee Strings» — 6:41
6. «Prime Evil» — 5:14
7. «Abstractions (Trance Pennine Express)» — 6:49
8. «From a Distance (Blast Master v The Corpral)» — 3:55
9. «Tower Twenty Three (Spud v Kreature Mix)» — 6:33
10. «Kompania (Grooved Ware Mix)» — 6:19
11. «Dilmun» — 4:02

Японская версия
1. «From a Distance (12» Z Mix)" — 5:32
2. «The Land of Green Ginger (rmx)» — 4:01
3. «Hell’s Kitchen» — 5:23
4. «Gee Strings» — 6:41
5. «Prime Evil» — 5:14
6. «Orb Is» — 3:28
7. «Now Here» — 5:20
8. «Abstractions (Submarium Mix)» — 6:56
9. «L.U.C.A.» — 5:23
10. «Compania» — 1:54
11. «Tower Twenty Three» — 7:50
12. «Dilmun» — 4:02